# Хронологія пілотованих космічних польотів (1970-ті)
Цей список містить перелік пілотованих польотів з 1970-го по 1979-й роки. 1970-ті — друге десятиліття польотів людини в космос. У цей період були розпочаті радянська космічна програма Салют і американська Скайлеб.
- Червоним виділені невдалі запуски.

## 1970 рік
| №  | Дата      | Корабель     | Екіпаж                                                    | Країна | Досягнення | Тривалість                |
| -- | --------- | ------------ | --------------------------------------------------------- | ------ | --- | ------------------------- |
| 36 | 11 квітня | «Аполлон-13» | Джеймс Ловелл, Фред Хейз, Джон Свайгерт                   | США    | Вибух у блоці управління командного модуля не дозволив здійснити висадку на Місяці. В екстремальних умовах, використовуючи двигун місячного модуля, екіпажу вдалося повернутися на Землю. Вперше астронавт виконав 4 космічні польоти — Ловелл. | 5 діб 22 години 55 хвилин |
| 37 | 1 червня  | «Союз-9»     | Андріян Григорович Ніколаєв, Віталій Іванович Севастьянов | СРСР   | Найтриваліший на 2020 політ в одному космічному кораблі. Рекорд тривалості польоту = 424 години 59 хвилин | 17 діб 16 годин 59 хвилин |

Підсумки року
- Космонавтів СРСР — 23 (+2 за рік);   Пілотованих польотів СРСР — 16 (+1 за рік)
- Астронавтів США — 25 (+2 за рік);   Пілотованих польотів США — 21 (+1 за рік)
- Всього астронавтів і космонавтів — 47 (+3 за рік)
- Всього пілотованих польотів — 37 (+2 за рік)
- Рекорд тривалості польоту = 424 години 59 хвилин

## 1971 рік
| №  | Дата      | Корабель     | Екіпаж                                                                                          | Країна | Досягнення | Тривалість                  |
| -- | --------- | ------------ | ----------------------------------------------------------------------------------------------- | ------ | --- | --------------------------- |
| 38 | 31 січня  | «Аполлон-14» | Алан Шепард, Стюарт Руса, Едгар Мітчелл                                                         | США    | Третя висадка на Місяці. | 9 діб 0 годин 2 хвилини     |
| 39 | 22 квітня | «Союз-10»    | Володимир Олександрович Шаталов, Олексій Станіславович Єлисєєв, Микола Миколайович Рукавишников | СРСР   | Невдале стикування з орбітальною станцією «Салют-1». Екіпаж достроково повернувся на Землю. Третій політ радянського космонавта — Шаталов та Єлисєєв.            | 1 доба 23 години 46 хвилин  |
| 40 | 6 червня  | «Союз-11»    | Георгій Тимофійович Добровольський, Владислав Миколайович Волков, Віктор Іванович Пацаєв        | СРСР   | Перша довготривала експедиція на орбітальну космічну станцію «Салют-1». При поверненні на Землю екіпаж загинув. Рекорд тривалості польоту = 570 годин 22 хвилини | 23 доби 18 годин 22 хвилини |
| 41 | 26 липня  | «Аполлон-15» | Девід Скотт, Альфред Ворден, Джеймс Ірвін                                                       | США    | Четверта експедиція на Місяць. | 12 діб 7 годин 12 хвилин    |

Підсумки року
- Перша довготривала експедиція на орбітальну космічну станцію «Салют-1».
- Загибель трьох радянських космонавтів.
- Космонавтів СРСР — 25 (+3 за рік);   Пілотованих польотів СРСР — 18 (+2 за рік)
- Астронавтів США — 30 (+5 за рік);   Пілотованих польотів США — 23 (+2 за рік)
- Всього астронавтів і космонавтів — 55 (+8 за рік)
- Всього пілотованих польотів — 41 (+4 за рік)
- Рекорд тривалості польоту = 570 годин 22 хвилини

## 1972 рік
| №  | Дата      | Корабель     | Екіпаж                                    | Країна | Досягнення                  | Тривалість                 |
| -- | --------- | ------------ | ----------------------------------------- | ------ | --------------------------- | -------------------------- |
| 42 | 16 квітня | «Аполлон-16» | Джон Янг, Чарльз Дюк, Томас Маттінглі     | США    | П'ята експедиція на Місяць. | 11 діб 1 година 51 хвилина |
| 43 | 7 грудня  | «Аполлон-17» | Юджин Сернан, Гаррісон Шміт, Роналд Еванс | США    | Шоста експедиція на Місяць. | 12 діб 13 годин 52 хвилини |

Підсумки року
- Космонавтів СРСР — 25 (+0 за рік);   Пілотованих польотів СРСР — 18 (+0 за рік)
- Астронавтів США — 34 (+4 за рік);   Пілотованих польотів США — 25 (+2 за рік)
- Всього астронавтів і космонавтів — 59 (+4 за рік)
- Всього пілотованих польотів — 43 (+2 за рік)
- Рекорд тривалості польоту = 570 годин 22 хвилини (23 доби 18 годин 22 хвилини)

## 1973 рік
| №  | Дата         | Корабель    | Екіпаж                                             | Країна | Досягнення | Тривалість                 |
| -- | ------------ | ----------- | -------------------------------------------------- | ------ | --- | -------------------------- |
| 44 | 25 травня    | «Скайлеб-2» | Чарльз Конрад, Джозеф Кервін, Пол Вайтц            | США    | Перший довготривалий екіпаж американської космічної станції «Скайлеб». Рекорд тривалості польоту = 672 години 50 хвилин                                                            | 28 діб 0 годин 50 хвилин   |
| 45 | 28 липня     | «Скайлеб-3» | Алан Бін, Джек Лусма, Овен Герріотт                | США    | Другий довготривалий екіпаж американської космічної станції «Скайлеб». Рекорд тривалості польоту = 1427 годин 9 хвилин                                                             | 59 діб 11 годин 9 хвилин   |
| 46 | 27 вересня   | «Союз-12»   | Василь Григорович Лазарєв, Олег Григорович Макаров | СРСР   | Перший політ радянських космонавтів через два роки після загибелі екіпажу «Союз-11».                                                                                               | 1 доба 23 години 16 хвилин |
| 47 | 16 листопада | «Скайлеб-4» | Джеральд Карр, Едвард Гібсон, Вільям Поуг          | США    | Третій і останній довготривалий екіпаж американської космічної станції «Скайлеб». Вперше астронавти зустріли Новий рік на орбіті. Рекорд тривалості польоту = 2017 годин 16 хвилин | 84 доби 1 година 16 хвилин |
| 48 | 18 грудня    | «Союз-13»   | Петро Ілліч Климук, Валентин Віталійович Лебедєв   | СРСР   | Вперше в космосі одночасно радянські космонавти, на «Союзі-13», і американські астронавти, на «Скайлебі».                                                                          | 7 діб 20 годин 55 хвилин   |

Підсумки року
- Перша американська орбітальна космічна станція «Скайлеб».
- Космонавтів СРСР — 29 (+4 за рік);   Пілотованих польотів СРСР — 20 (+2 за рік)
- Астронавтів США — 41 (+7 за рік);   Пілотованих польотів США — 28 (+3 за рік)
- Всього астронавтів і космонавтів — 70 (+11 за рік)
- Всього пілотованих польотів — 48 (+5 за рік)
- Рекорд тривалості польоту = 2017 годин 16 хвилин (84 доби 1 година 16 хвилин)

## 1974 рік
| №  | Дата      | Корабель  | Екіпаж                                                          | Країна | Досягнення                                                                                          | Тривалість                 |
| -- | --------- | --------- | --------------------------------------------------------------- | ------ | --------------------------------------------------------------------------------------------------- | -------------------------- |
| 49 | 3 липня   | «Союз-14» | Павло Романович Попович, Юрій Петрович Артюхін                  | СРСР   | Довготривала експедиція на станцію «Салют-3».                                                       | 15 діб 17 годин 30 хвилин  |
| 50 | 26 серпня | «Союз-15» | Геннадій Васильович Сарафанов, Лев Степанович Дьомін            | СРСР   | Невдала спроба стикування зі станцією «Салют-3». Дострокове повернення на Землю.                    | 2 доби 0 годин 12 хвилин   |
| 51 | 2 грудня  | «Союз-16» | Анатолій Васильович Філіпченко, Микола Миколайович Рукавишников | СРСР   | Випробувальний політ при підготовці до спільного радянсько-американського проекту «Союз — Аполлон». | 5 діб 22 години 24 хвилини |

Підсумки року
- Космонавтів СРСР — 32 (+3 за рік);   Пілотованих польотів СРСР — 23 (+3 за рік)
- Астронавтів США — 41 (+0 за рік);   Пілотованих польотів США — 28 (+0 за рік)
- Всього астронавтів і космонавтів — 73 (+3 за рік)
- Всього пілотованих польотів — 51 (+3 за рік)
- Рекорд тривалості польоту = 2017 годин 16 хвилин (84 доби 1 година 16 хвилин)

## 1975 рік
| №  | Дата      | Корабель   | Екіпаж                                                   | Країна | Досягнення                                              | Тривалість                  |
| -- | --------- | ---------- | -------------------------------------------------------- | ------ | ------------------------------------------------------- | --------------------------- |
| 52 | 10 січня  | «Союз-17»  | Губарєв Олексій Олександрович, Георгій Михайлович Гречко | СРСР   | Довготривала експедиція на станцію «Салют-4».           | 29 діб 13 годин 20 хвилин   |
| 53 | 24 травня | «Союз-18»  | Петро Ілліч Климук, Віталій Іванович Севастьянов         | СРСР   | Довготривала експедиція на станцію «Салют-4».           | 62 доби 23 години 20 хвилин |
| 54 | 15 липня  | «Союз-19»  | Олексій Архипович Леонов, Валерій Миколайович Кубасов    | СРСР   | Спільний радянсько-американський проект «Союз—Аполлон». | 5 діб 22 години 31 хвилина  |
| 55 | 15 липня  | Аполлон-18 | Томас Стаффорд, Дональд Слейтон, Венс Бранд              | США    | Спільний радянсько-американський проект «Союз—Аполлон». | 9 діб 1 година 28 хвилин    |

Підсумки року
- Перший міжнародний, спільний радянсько-американський проект «Союз — Аполлон».
- Перший раз у космосі одночасно перебувало два радянські екіпажі на різних кораблях, Союз-18 і Союз-19.
- Космонавтів СРСР — 34 (+2 за рік);   Пілотованих польотів СРСР — 26 (+3 за рік)
- Астронавтів США — 43 (+2 за рік);   Пілотованих польотів США — 29 (+1 за рік)
- Всього астронавтів і космонавтів — 77 (+4 за рік)
- Всього пілотованих польотів — 55 (+4 за рік)
- Рекорд тривалості польоту = 2017 годин 16 хвилин (84 доби 1 година 16 хвилин)

## 1976 рік
| №  | Дата       | Корабель  | Екіпаж                                                      | Країна | Досягнення                                                                       | Тривалість                 |
| -- | ---------- | --------- | ----------------------------------------------------------- | ------ | -------------------------------------------------------------------------------- | -------------------------- |
| 56 | 6 липня    | «Союз-21» | Борис Валентинович Волинов, Жолобов Віталій Михайлович      | СРСР   | Довготривала експедиція на станцію «Салют-5».                                    | 49 діб 6 годин 24 хвилини  |
| 57 | 15 вересня | «Союз-22» | Валерій Федорович Биковський, Володимир Вікторович Аксьонов | СРСР   | Зйомки Землі мультиспектральною камерою, виготовленою в НДР.                     | 7 діб 21 година 54 хвилини |
| 58 | 14 жовтня  | «Союз-23» | В'ячеслав Дмитрович Зудов, Валерій Ілліч Рождественський    | СРСР   | Невдала спроба стикування зі станцією «Салют-5». Дострокове повернення на Землю. | 2 доби 0 годин 6 хвилин    |

Підсумки року
- Космонавтів СРСР — 38 (+4 за рік);   Пілотованих польотів СРСР — 29 (+3 за рік)
- Астронавтів США — 43 (+0 за рік);   Пілотованих польотів США — 29 (+0 за рік)
- Всього астронавтів і космонавтів — 81 (+4 за рік)
- Всього пілотованих польотів — 58 (+3 за рік)
- Рекорд тривалості польоту = 2017 годин 16 хвилин (84 доби 1 година 16 хвилин)

## 1977 рік
| №  | Дата      | Корабель  | Екіпаж                                                    | Країна | Досягнення | Тривалість                          |
| -- | --------- | --------- | --------------------------------------------------------- | ------ | --- | ----------------------------------- |
| 59 | 7 лютого  | «Союз-24» | Віктор Васильович Горбатко, Юрій Миколайович Глазков      | СРСР   | Друга довготривала експедиція на станцію «Салют-5». | 17 діб 17 годин 23 хвилини          |
| 60 | 9 жовтня  | «Союз-25» | Володимир Васильович Ковальонок, Валерій Вікторович Рюмін | СРСР   | Невдала спроба стикування зі станцією «Салют-6». Дострокове повернення на Землю. | 2 доби 0 годин 46 хвилин            |
| 61 | 10 грудня | «Союз-26» | Юрій Вікторович Романенко, Георгій Михайлович Гречко      | СРСР   | Перша довготривала експедиція на станцію «Салют-6». Екіпаж повернувся на Землю на кораблі «Союз-27». Новий рекорд тривалості перебування в космосі екіпажу = 2314 години 0 хвилин (96 діб 10 год). Рекорд сумарної тривалості перебування в космосі — Гречко за два польоти = 3023 години 19 хвилин (125 діб 23 години 19 хвилин). | Корабель — 37 діб 10 годин 6 хвилин |

Підсумки року
- Космонавтів СРСР — 42 (+4 за рік);   Пілотованих польотів СРСР — 32 (+3 за рік)
- Астронавтів США — 43 (+0 за рік);   Пілотованих польотів США — 29 (+0 за рік)
- Всього астронавтів і космонавтів — 85 (+4 за рік)
- Всього пілотованих польотів — 61 (+3 за рік)
- Рекорд тривалості польоту (Романенко, Гречко)= 2314 годин 0 хвилин (96 діб 10 год)
- Рекорд сумарної тривалості перебування в космосі (Гречко за два польоти) = 3023 години 19 хвилин (125 діб 23 години 19 хвилин).

## 1978 рік
| №  | Дата      | Корабель  | Екіпаж                                                           | Країна | Досягнення | Тривалість                                                                |
| -- | --------- | --------- | ---------------------------------------------------------------- | ------ | --- | ------------------------------------------------------------------------- |
| 62 | 10 січня  | «Союз-27» | Володимир Олександрович Джанібеков, Олег Григорович Макаров      | СРСР   | Перша експедиція відвідування станції «Салют-6». Екіпаж повернувся на Землю на кораблі «Союз-26». | Корабель — 64 доби 22 години 53 хвилин Екіпаж — 5 діб 22 години 59 хвилин |
| 63 | 2 березня | «Союз-28» | Губарєв Олексій Олександрович, Володимир Ремек (Чехословаччина)  | СРСР   | Друга експедиція відвідування станції «Салют-6». Володимир Ремек — перший космонавт з Чехословаччини. | Корабель — 7 діб 22 години 17 хвилин                                      |
| 64 | 15 червня | «Союз-29» | Володимир Васильович Ковальонок, Олександр Сергійович Іванченков | СРСР   | Друга довготривала експедиція на станції «Салют-6». Екіпаж повернувся на Землю на кораблі «Союз-31». Новий рекорд тривалості перебування в космосі екіпажу = 3350 годин 48 хвилин (139 діб 14 годин 48 хвилин). Рекорд сумарної тривалості перебування у космосі — Ковальонок за два польоти = 3399 годин 19 хвилин (141 доба 15 годин 33 хвилини). | Корабель — 79 діб 15 годин 23 хвилини Екіпаж — 139 діб 14 годин 48 хвилин |
| 65 | 27 червня | «Союз-30» | Петро Ілліч Климук, Мирослав Гермашевский (Польща)               | СРСР   | Третя експедиція відвідування станції «Салют-6». Мирослав Гермашевский — перший космонавт з Польщі. | Корабель — 7 діб 22 години 4 хвилини                                      |
| 66 | 26 серпня | «Союз-31» | Валерій Федорович Биковський, Зигмунд Єн (НДР)                   | СРСР   | Четверта експедиція відвідування станції «Салют-6». Зигмунд Йен — перший космонавт з НДР. Екіпаж повернувся на Землю на кораблі «Союз-29». | Корабель — 67 діб 20 годин 14 хвилин Екіпаж — 7 діб 20 годин 49 хвилин    |

Підсумки року
- Вперше у космосі космонавти з інших, крім СРСР і США, країн.
- Космонавтів СРСР — 44 (+2 за рік);   Пілотованих польотів СРСР — 37 (+5 за рік)
- Астронавтів США — 43 (+0 за рік);   Пілотованих польотів США — 29 (+0 за рік)
- Космонавтів інших країн — 3 (+3 за рік);
- Всього астронавтів і космонавтів — 90 (+5 за рік)
- Всього пілотованих польотів — 66 (+5 за рік)
- Рекорд тривалості польоту (Ковальонок, Іванченков) = 3350 годин 48 хвилин (139 діб 14 годин 48 хвилин)
- Рекорд сумарної тривалості перебування в космосі (Ковальонок за два польоти) = 3399 годин 19 хвилин (141 доба 15 годин 33 хвилини).

## 1979 рік
| №  | Дата      | Корабель  | Екіпаж                                                     | Країна | Досягнення | Тривалість                                                                |
| -- | --------- | --------- | ---------------------------------------------------------- | ------ | --- | ------------------------------------------------------------------------- |
| 67 | 25 лютого | «Союз-32» | Володимир Опанасович Ляхов, Валерій Вікторович Рюмін       | СРСР   | Третя довготривала експедиція на станції «Салют-6». Екіпаж повернувся на Землю на кораблі «Союз-34». Новий рекорд тривалості перебування в космосі екіпажу = 4200 годин 36 хвилин (175 діб 0 годин 36 хвилин). Рекорд сумарної тривалості — Рюмін за два польоти = 4249 годин 22 хвилини (177 діб 1 година 22 хвилини). | Корабель — 108 діб 4 години 24 хвилини Екіпаж — 175 діб 0 годин 36 хвилин |
| 68 | 10 квітня | «Союз-33» | Микола Миколайович Рукавишников, Георгій Іванов (Болгарія) | СРСР   | Невдала спроба стикування зі станцією «Салют-6». Дострокове повернення на Землю. Георгій Іванов — перший космонавт з Болгарії. | 1 доба 23 години 1 хвилина                                                |

Підсумки року
- Космонавтів СРСР — 45 (+1 за рік);   Пілотованих польотів СРСР — 39 (+2 за рік)
- Астронавтів США — 43 (+0 за рік);   Пілотованих польотів США — 29 (+0 за рік)
- Космонавтів інших країн — 4 (+1 за рік);
- Всього астронавтів і космонавтів — 92 (+2 за рік)
- Всього пілотованих польотів — 68 (+2 за рік)
- Рекорд тривалості польоту (Ляхов, Рюмін) = 4200 годин 36 хвилин (175 діб 0 годин 36 хвилин)
- Рекорд сумарної тривалості перебування у космосі — Рюмін за два польоти = 4249 годин 22 хвилини (177 діб 1 година 22 хвилини).